# حركية دوائية
الحركية الدوائية أو الحرائك الدوائية أو الحركيات الدوائية أو علم التحركات الدوائية أو حركية الدواء أو دراسة تغير تركيز الدواء مع الزمن (بالإنجليزية: Pharmacokinetics)‏ هي دراسة حركة الدواء ضمن الكائن الحي أي انتقاله والتغيرات التي تطرأ عليه مع الزمن منذ دخوله الكائن الحي إلى لحظة إخراجه منه. يختصر بالحرفين “PK” ليشكل أحد فروع علم الأدوية والصيدلة المتجهة لتحديد مصير المواد الدوائية التي تقدم للمتعضية الحية. بشكل عملي، يهتم هذا العلم بالمركبات الدوائية عامة والتغيرات التي تحصل عليها ضمن العضوية رغم أن طرائق البحث فيه يمكن تطبيقها على أية مادة كيميائية، يتم هضمها أو يتم تقديمها وإدخالها للعضوية.
غالبا ما تتم دراسة الحركيات الدوائية بالتزامن مع ما يسمى بالتحريكيات الدوائية أو الديناميكا الدوائية وهي فرع آخر من علم الأدوية يدرس ما الذي يفعله الداء ضمن المتعضية، ففي حين تدرس الحركيات الدوائية فعل الجسم في الدواء، تدرس التحريكيات الدوائية فعل الدواء في الجسم. يتضمن هذا مسارات وآليات الامتصاص والإطراح، سرعة بداية تأثير الدواء ومدة تأثيره، التحولات الحيوية التي تحدث على المادة ضمن الجسم وتأثيرات ومسالك إطراح نواتج استقلاب الدواء (مستقلبات الدواء).

## لمحة عامة
تصف الحركية الدوائية كيف يؤثر الجسم على مادة غريبة بيولوجيًا/ مادة كيميائية بعد إعطائها له وذلك من خلال آليات امتصاص، وكيف توزّع بالإضافة إلى التغيرات الاستقلابية التي تطرأ على هذه المادة في الجسم (مثلًا، بتأثير الإنزيمات الاستقلابية مثل السيتوكروم بي 450 أو الإنزيمات الناقلة للغلوكورونوزيل)، وتأثيرات وطرق إفراز مُستقلبات الدواء. تتأثر الخصائص الحركية الدوائية للمواد الكيميائية بطريقة الإعطاء والجرعة المعطاة من الدواء. قد يؤثر ذلك على معدل الامتصاص.
طُوِّرت نماذج لتسهيل تصور العمليات العديدة التي تحدث خلال التفاعل بين الكائن الحي والمادة الكيميائية. أحد هذه النماذج هو نموذج الأحياز المتعددة، وهو أشيع التقريبات من الواقع استخدامًا، لكن التعقيد الذي ينطوي على إضافة بارامترات إلى هذه المقاربة القائمة على النماذج يعني أن نموذج الحيز الواحد وكذلك نموذج الحيزين هما الأكثر استخدامًا. كثيرًا ما يشار للأحياز المختلفة التي يُقسَم إليها النموذج بـ إيه دي إم إي (كذلك يشار إليها بأنها إل إيه دي إم إي إذا اعتبِر التحرر خطوة مستقلة عن الامتصاص):
- التحرر: عملية تحرر الدواء من التركيبة الصيدلانية.[9][10]
- الامتصاص: عملية دخول مادة ما إلى مجرى الدم.
- التوزع: تشتت أو انتشار المواد عبر سوائل وأنسجة الجسم.
- الاستقلاب (أو التحول الحيوي، أو إبطال الفعالية): تعرُّف الكائن الحي على وجود مادة غريبة والتحوّل غير العكوس للمركبات الأبوية إلى مستقلبات بنات.
- الإفراز: إزالة المواد من الجسم. في حالات نادرة، تتراكم بعض الأدوية بشكل غير عكوس في أنسجة الجسم.

قد تُصنف عمليتا الاستقلاب والإفراز معًا أيضًا كعملية واحدة تدعى التصفية. تتضمن دراسة هذه المراحل المتميزة استخدام مناورة فيما يخص المفاهيم الأساسية من أجل فهم العملية الديناميكية. لهذا السبب ومن أجل فهم حركية الدواء بشكل كامل من المهم امتلاك معرفة تفصيلية عن عدد من العوامل مثل: خصائص المادة التي تقوم بدور السواغ، أو ميزات الأغشية الحيوية المناسبة والطريقة التي قد تتجاوزها بها المادة، أو ميزات التفاعلات الإنزيمية التي تبطل فعالية الدواء.
يمكن تمثيل كل المفاهيم من خلال معادلات رياضية لها تمثيل بياني موافق. يسمح استخدام هذه النماذج بفهم ميزات جزيء ما، بالإضافة إلى كيفية تصرف دواء معين بمعرفة معلومات عن بعض ميزاته الأساسية مثل ثابت تفكك الحمض (pKa)، والتوافر الحيوي، والانحلالية، وسعة الامتصاص، والتوزع في الكائن الحي.
قد تُستخدَم مخرجات نموذج دواء ما في الصناعة (مثلًا، في حساب التكافؤ الحيوي عند تصميم الأدوية العامة) أو في التطبيق السريري لمفاهيم الحركية الدوائية. تعطي الحركيات الدوائية السريرية العاملين في مجال صحة البشر والطب البيطري إرشادات أداء عديدة فيما يخص الاستعمال الكفء والفعال للأدوية.

## النماذج الحركية الدوائية
تُجرى النمذجة الحركية الدوائية بطرائق حيزية أو غير حيزية. تقدر الطرائق غير الحيزية التعرض لدواء ما من خلال تقدير المساحة الموجودة أسفل المنحني (التكامل) في المخطط البياني للتركيز والزمن. تقدر الطرائق الحيزية التمثيل البياني للتركيز والزمن باستخدام النماذج الحركية. غالبًا ما تكون الطرائق غير الحيزية ذات جوانب متعددة أكثر إذ لا تفترض وجود نموذج حيزي نوعي، وتعطي نتائج دقيقة تكون مقبولة أيضًا في دراسات التكافئ الحيوي. تعتمد النتيجة النهائية للتحولات التي يخضع لها الدواء في الكائن الحي والأدوار التي تحدد هذا المصير على عدد من العوامل المتعلقة ببعضها. طُوَّر عدد من النماذج الوظيفية من أجل تبسيط دراسة الحرائك الدوائية. تكون هذه النماذج مبنية على اعتبار أن الكائن الحي عبارة عن عدد من الأحياز المتعلقة ببعضها. أسهل فكرة هي التفكير بالكائن الحي على أنه حيز واحد متجانس. يفترض نموذج الحيز الواحد هذا مسبقًا أن التراكيز الدموية البلازمية للدواء تمثل انعكاسًا حقيقيًا لتركيز الدواء في السوائل أو الأنسجة الأخرى وأن تصفية الدواء تكون متناسبة مع تركيز الدواء في الكائن حي (حرائك الدرجة الأولى).
على كل حال، لا تمثل هذه النماذج دائمًا انعكاسًا حقيقيًا للحالة ضمن الكائن الحي في الواقع. على سبيل المثال، لا تحصل كل أنسجة الجسم على نفس المقدار من التروية الدموية، لذلك يكون توزع الدواء أبطأ في هذه الأنسجة مما هو عليه في الأنسجة ذات التروية الدموية الأفضل. بالإضافة إلى ذلك، هناك بعض الأنسجة (مثل النسيج الدماغي) التي تمثل حاجزًا حقيقيًا لتوزع الأدوية وتعتمد سهولة اختراقه على خصائص الدواء.
إن أُخِذت هذه الخصائص النسبية لأنماط الأنسجة المختلفة بعين الاعتبار بالتوافق مع معدل التصفية، يمكن اعتبار أن الكائن الحي يعمل كحيزين: يمكن أن نطلق على أحدهما اسم الحيز المركزي وهو الذي يحدث فيه توزع أسرع ويتألف من أعضاء وأجهزة ذات تروية دموية متطورة، وحيز محيطي مكوّن من أعضاء ذات تروية دموية أقل. قد تشغل الأنسجة الأخرى -مثل الدماغ- أماكن مختلفة اعتمادًا على قدرة الدواء على عبور الحاجز الذي يفصل هذا العضو عن التروية الدموية.
يتنوع نموذج الحيزين هذا اعتمادًا على أي منهما ستحدث فيه التصفية. الأشيع أن تحدث التصفية في الحيز المركزي بما أن الكبد والكليتين هي أعضاء ذات تروية دموية جيدة. على كل حال، في بعض الحالات قد تحدث التصفية في الحيز المحيطي أو حتى في كلا الحيزين. هذا يعني وجود ثلاثة تنوعات محتملة في نموذج الحيزين، والذي رغم ذلك لا يغطي كل الاحتمالات.
قد يكون هذا النموذج غير قابل للتطبيق في حالات تصبح فيها بعض الإنزيمات المسؤولة عن استقلاب الدواء مشبعة، أو في حالات تكون فيها آلية تصفية الدواء مستقلة عن التركيز البلازمي للدواء. في الواقع، لكل نسيج خصائص توزع خاصة به ولا يكون أي منها خطيًا. إذا رمزنا لحجم التوزع ضمن الكائن الحي VdF، وحجم التوزع في نسيج ما VdT، سيوصف الأول بمعادلة تأخذ بعين الاعتبار كل الأنسجة التي تعمل بطرق مختلفة: وهذه المعادلة هي:
{\displaystyle Vd_{F}=Vd_{T1}+Vd_{T2}+Vd_{T3}+\cdots +Vd_{Tn}\,}
يمثل هذا المخطط البياني نموذج الأحياز المتعددة بعدد من المنحنيات التي تعبر عن معادلات معقدة من أجل الحصول على منحنٍ عام. طُوِّر عدد من برامج الكمبيوتر لرسم هذه المعادلات. مهما كان هذا النموذج معقدًا ومتقناً فإنه لا يمثل الواقع بشكل حقيقي رغم الجهود المبذولة للحصول على قيم توزع مختلفة للدواء. يعود هذا إلى أن مفهوم حجم التوزع مفهوم نسبي ولا يمثل انعكاسًا حقيقيًا للواقع. وبالتالي يعتمد اختيار النموذج على

مخطط بياني يمثل نموذج فعل الحيز الواحد.

اختيار أي من النماذج سيوفر أقل هامش خطأ فيما يخص الدواء.

### التحليل غير الحيزي
يعتمد التحليل الحركي الدوائي غير الحيزي بشكل كبير على تقدير التعرض الكلي للدواء. يُقدَّر التعرض الكلي للدواء في معظم الأحيان عبر طرائق قياس المساحة أسفل المنحني، وتُعد قاعدة شبه المنحرف (التكامل العددي) أشيع الطرق. نظرًا إلى الاعتماد على طول x في قاعدة شبه المنحرف، يكون تقدير المساحة معتمدًا بشكل كبير على جدول تواقيت أخذ عينات البلازما/ الدم. أي أنه كلما كانت النقاط الزمنية أقرب كان شبه المنحرف أقرب ليعكس الشكل الحقيقي لمنحني التركيز والزمن. يجب أن يكون عدد النقاط الزمنية المتاحة من أجل إجراء تحليل غير حيزي ناجح كافيًا لتغطية مراحل الامتصاص، والتوزع، والتصفية وذلك من أجل تحديد خصائص الدواء بدقة. بالإضافة إلى طرائق قياس التعرض من خلال قياس المساحة أسفل المنحني، يمكن التعبير عن بارامترات مثل Cmax (التركيز الأعظمي)، و Tmax (زمن التركيز الأعظمي)، و CL، و Vd باستخدام طرائق التحليل غير الحيزي.

### التحليل الحيزي
يستخدم التحليل الحركي الدوائي الحيزي للنماذج الحركية لوصف وتوقع منحني التركيز والزمن. غالبًا ما تكون النماذج الحيزية مماثلة للنماذج الحركية المستخدمة في التخصصات العلمية الأخرى مثل الحركية الكيميائية والديناميكا الحرارية. تتمثل أفضلية التحاليل الحيزية على غير الحيزية في القدرة على توقع التركيز في أي زمن. تكمن السلبية في صعوبة تطوير والتحقق من صحة النموذج المناسب. لا تعاني النمذجة الخالية من الأحياز المبنية على منحني التجريد من هذا القصور. أسهل نموذج حركي دوائي حيزي هو نموذج الحيز الواحد وذلك بإعطاء دواء داخل وريدي وحساب تصفية الدرجة الأولى. يعتمد أعقد نموذج حركي دوائي على استخدام المعلومات الفيزيولوجية لتسهيل التطوير والتحقق من الصلاحية.

## وصلات خارجية
- برامج الحركيات الدوائية
- برنامج بايوكنيكا
- معلومات عامة عن الحركيات الدوائية
- معلومات إضافية عن الحركيات الدوائية